# Agapanthia probsti
Agapanthia probsti là một loài bọ cánh cứng trong họ Cerambycidae.